# Ніжинська вулиця (Одеса)
Ні́жинська вулиця — вулиця в історичному центрі міста Одеса. Бере початок від перетину із вулицями Новосельського і Ольгіївською вулицею, а закінчується Тираспольською площею.
На карті міста з'явилася у 1820 році під назвою Овідіопольська, але вже у 1822 році дістала назву Німецька, завдяки великій кількості німців серед мешканців вулиці. Приблизно в той самий час використовуються і сучасна назва вулиці — Ніжинська. Останню назву вулиця дістала завдяки тому, що на вулиці оселилося багато греків, що приїхали з міста Ніжин. У 1857 році вулиця з'являється під назвою Лютеранська.
Із приходом радянської влади вулицю названо на честь німецького соціал-демократа, Франца Мерінга. У 1994 році вулиці було повернено назву Ніжинська.

## Відомі мешканці
Будинок 42 — вчений-математик Вітольд Шмульян